# Daz Dillinger
Delmar Drew Arnaud (Long Beach, Kalifornija, 25. svibnja 1973.) poznatiji kao Daz Dillinger je američki reper i producent. Poznat je po članstvu u hip hop grupi Tha Dogg Pound zajedno s Kuruptom. Daz je rođak Snoop Doggu, Nate Doggu, Lil' ½ Deadu i RBX-u.

## Diskografija
- 1998.: Retaliation, Revenge and Get Back
- 2000.: R.A.W.
- 2002.: This Is the Life I Lead
- 2003.: DPGC: U Know What I'm Throwin' Up
- 2004.: I Got Love in These Streetz
- 2005.: Tha Dogg Pound Gangsta LP
- 2005.: Gangsta Crunk
- 2006.: So So Gangsta
- 2007.: Gangsta Party
- 2008.: Only on the Left Side
- 2009.: Public Enemiez
- 2010.: Matter of Dayz
- 2011.: D.A.Z.

## Vanjske poveznice
- Službena stranica  Arhivirana inačica izvorne stranice od 15. lipnja 2006. (Wayback Machine)
- Daz Dillinger na MySpaceu
- Daz Dillinger na Internet Movie Databaseu